# Âge de la voile

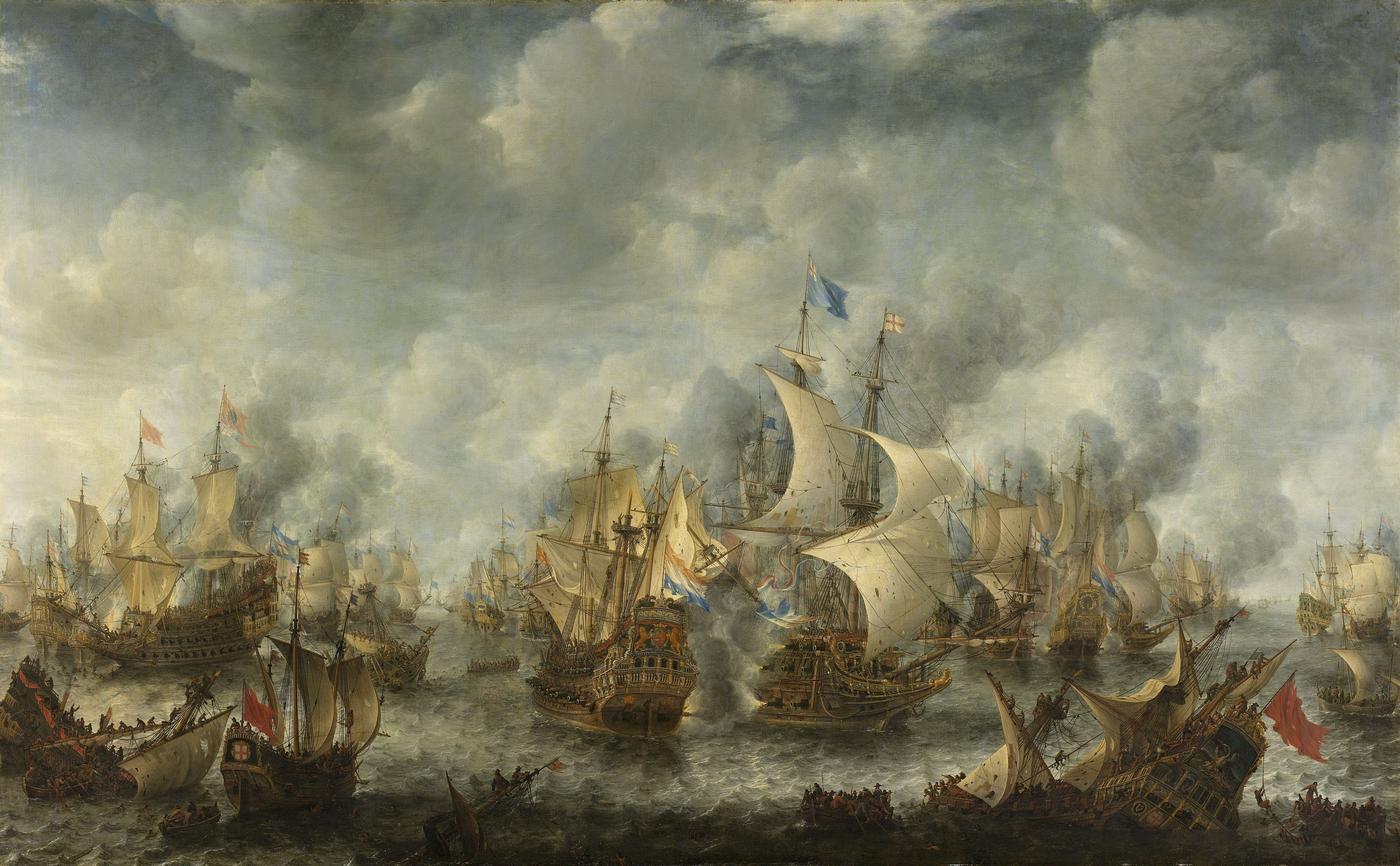
La bataille de Scheveningen, 10 août 1653, peinte par Jan Abrahamsz Beerstraaten.

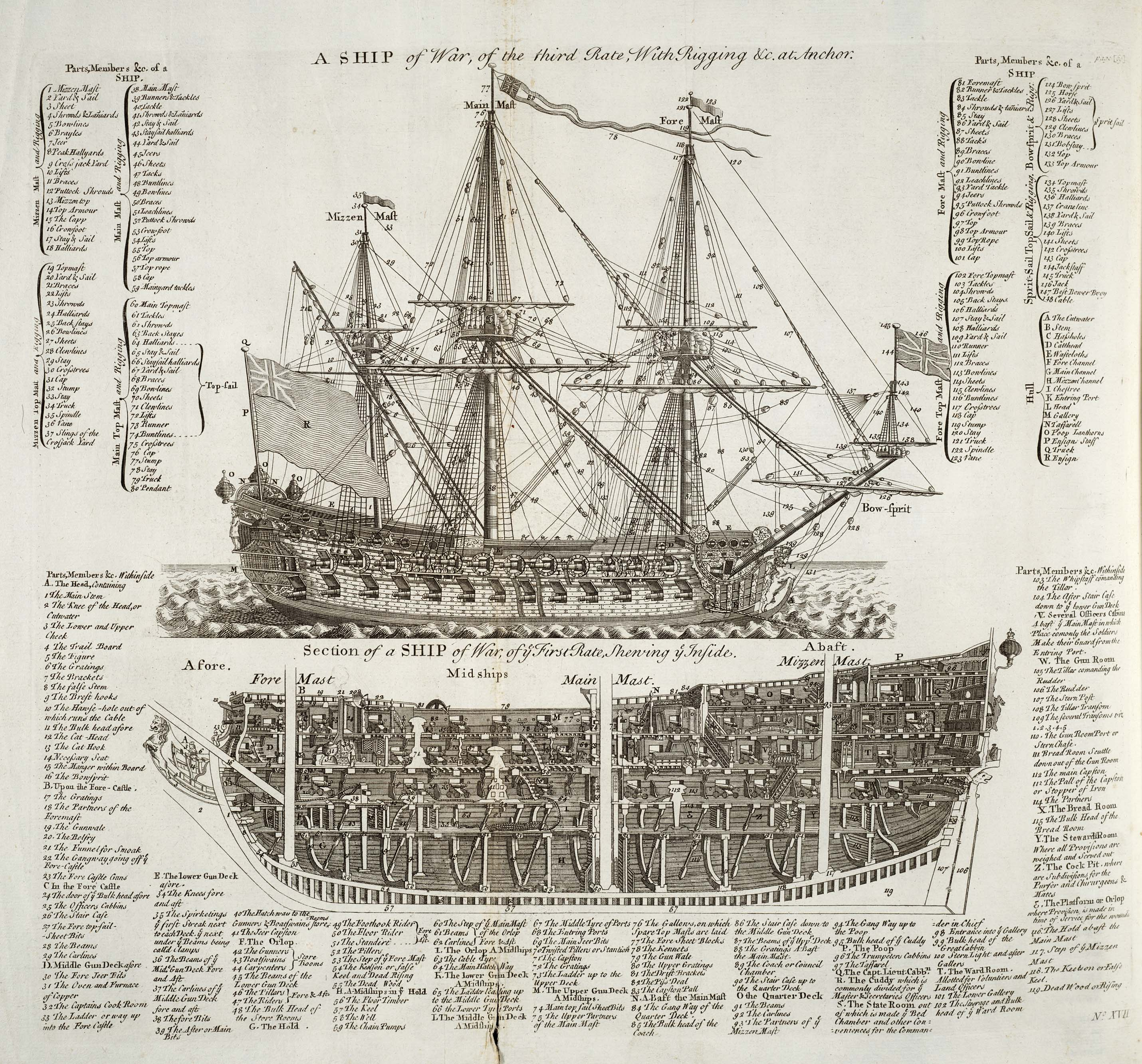
Un navire de guerre, Cyclopaedia 1728, Vol 2

L'âge de la voile, généralement daté entre 1571 et 1862, est une période correspondant à peu près à l'époque moderne où le commerce international et la guerre navale sont dominés par les navires à voile; du milieu du XVIe siècle au milieu du XIXe siècle.

## Définition
Comme la plupart des périodes historiques, sa définition est inexacte mais sert plutôt de description générale. L'expression est utilisée différemment pour les navires de guerre et les navires marchands.
Pour les navires de guerre, l'ère de la voile va à peu près de la bataille de Lépante en 1571, le dernier engagement important dans lequel des galères propulsées par aviron ont joué un rôle majeur, à la bataille de Hampton Roads en 1862, où le navire cuirassé à vapeur CSS Virginia détruisit les voiliers USS Cumberland et USS Congress, ce qui démontra que l'avancée de la machine à vapeur avait rendu obsolète la puissance de la voile dans la guerre[réf. nécessaire].
Le canal de Suez, au Moyen-Orient, qui a ouvre en 1869, n'était pas pratique pour les voiliers et rendait les bateaux à vapeur plus rapides sur la route maritime Europe-Asie[réf. nécessaire].

## Âge d'or de la voile
La période comprise entre le milieu du XIXe siècle et le début du XXe siècle, lorsque les voiliers atteignaient leur apogée en taille et de complexité, est parfois appelée « Golden Age of Sail », « âge d'or de la voile ». Pendant cette période, l'efficacité et l'utilisation des voiliers commerciaux étaient à leur apogée — juste avant que les bateaux à vapeur ne commencent à prélever sur le commerce de la voile.

## Déclin
En 1873, l'ère de la voile pour les navires de guerre était terminée[réf. nécessaire], avec le HMS Devastation commandé en 1871. La Devastation était la première classe de cuirassés océaniques à ne pas porter de voiles.

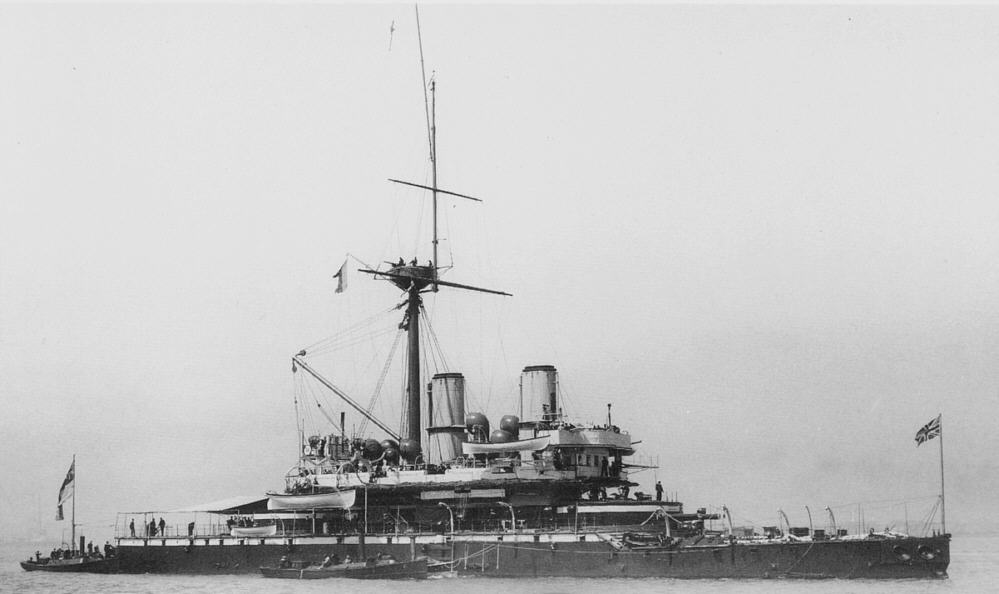
HMS Devastation

Les voiliers ont continué à être un moyen économique de transporter des marchandises en vrac lors de longs voyages dans les années 1920 et 1930, bien que les bateaux à vapeur les aient rapidement poussés à quitter ces métiers. Les voiliers n'ont pas besoin de carburant ou de moteurs complexes pour être propulsés; ils avaient donc tendance à être plus indépendants des bases de soutien dédiées sophistiquées sur terre. Cependant, les navires à vapeur détenaient un avantage de vitesse et étaient rarement gênés par des vents contraires, libérant les navires à vapeur de la nécessité de suivre les alizés. En conséquence, les cargaisons pouvaient atteindre un port étranger en une fraction du temps de celle qu'il fallait à un voilier.
Les voiliers ont été poussés vers des niches économiques de plus en plus étroites et ont progressivement disparu du commerce. Aujourd'hui, les voiliers ne sont économiquement viables que pour la pêche côtière à petite échelle, ainsi que pour les utilisations récréatives telles que la navigation de plaisance et les bateaux de croisière à passagers.
Au cours des dernières décennies, l'industrie de la navigation commerciale a ravivé l'intérêt pour les navires à assistance éolienne comme moyen d'économiser le carburant, dans une optique de durabilité[réf. nécessaire].